# Waterbeheer

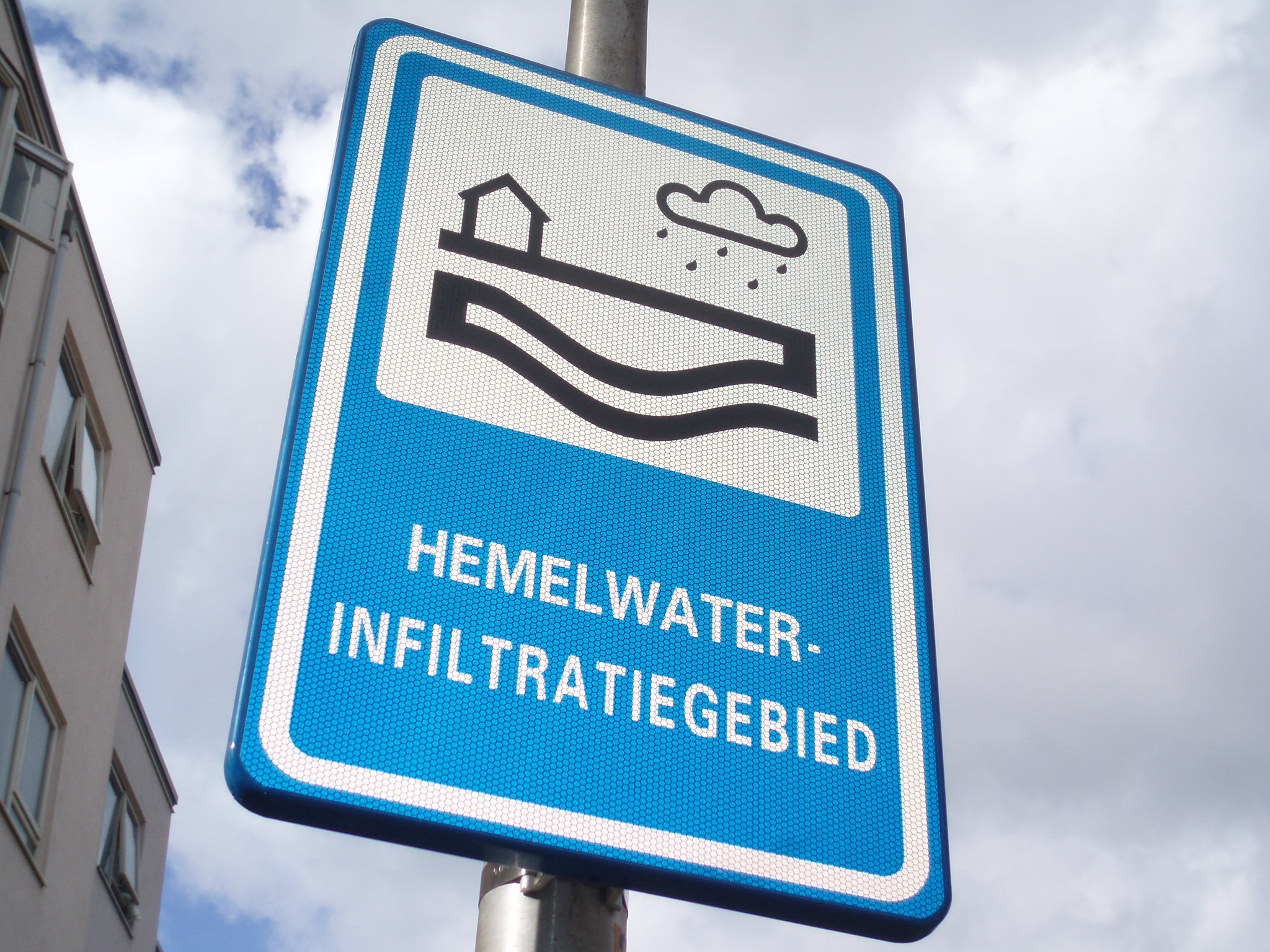
Bord in de Voochtstraat in de wijk Dieze-Oost in Zwolle

Waterbeheer is het totaal aan activiteiten die tot doel hebben om het grond- en oppervlaktewater zo goed mogelijk te beheren en is onderdeel van de waterstaat. Aangezien een teveel aan water even onwenselijk is als een tekort aan water, houdt dit in:
- het zorg dragen voor veiligheid tegen overstromingen
- het zorg dragen voor de aanwezigheid of aanvoer van voldoende water van goede kwaliteit

## Praktijkvoorbeelden

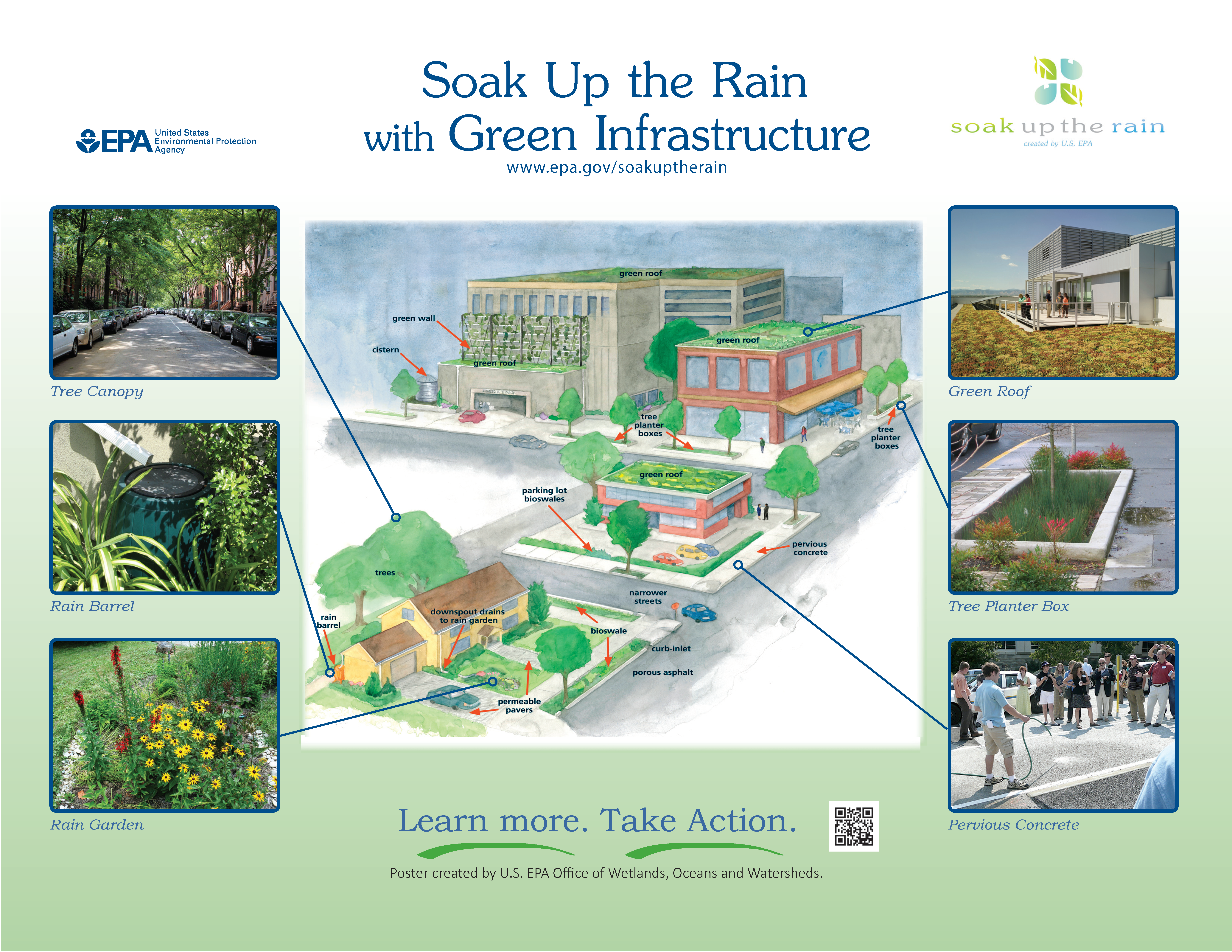
Voorbeelden van stedelijk waterbeheer.

Een aantal praktijkvoorbeelden van waterbeheer:
- Bepaling en handhaving van het doorspoelbeleid van polders ter bestrijding van zoute kwel.
- Het sturen van de hoeveelheid water die een land binnenkomt en eruit wegstroomt en daarmee de watervoorraden beheren.
- Onderzoeken hoe hoog en stabiel dijken moeten zijn om voldoende veiligheid te garanderen.
- Onderhoud aan gemalen, stuwen en andere kunstwerken in watergangen.
- Het schoonhouden van afvoerende watergangen om de afvoercapaciteit groot genoeg te houden.
- Bewaking van de kwaliteit van het oppervlaktewater, ecologie, drinkwater.
- Sturen van de grondwaterstand.
- Het bouwen van stuwmeren om in droge perioden over voldoende water te beschikken.

## Waterbeheer in transitie
Door klimaatverandering, zeespiegelstijging, bodemdaling en een toenemende druk op de schaarse beschikbare ruimte is er wereldwijd sinds de jaren negentig van de vorige eeuw een toenemend bewustzijn van de noodzaak om anders om te gaan met water. De grote toename van het industriële en agrarisch watergebruik in combinatie met de bevolkingsgroei zorgden er o.a. in België en Nederland voor een daling van het grondwater. In droge jaren is er onvoldoende aanvulling van de grondwaterlagen door neerslag. De eeuwenoude technische maatregelen en oplossingen zijn niet meer voldoende. Overheden, maatschappelijke organisaties en marktpartijen zoeken naar andere duurzamere oplossingen. Deze omslag wordt aangeduid als de watertransitie.

## Europese regelgeving
Sinds eind 2000 is de Europese Kaderrichtlijn Water van kracht. Deze verplicht alle lidstaten van de Europese Unie ertoe, de kwaliteit van hun oppervlakte- en grondwater in 2015 op orde te brengen.